# Комітет
Комітет — орган державного або громадського управління, створений для керування певною суспільною діяльністю (комітет як колегіальний орган) або для проведення спеціальних заходів (комітет як орган державного управління).
Комітет як орган державного управління, створений (урядом) для проведення спеціальних заходів, — часто синонім слову «комісія», як колегіальний орган — «рада».

## Походження слова
Українське слово «комітет» — запозичення із французької мови, латинського походження: українське «комітет» ← фр. comité «комітет» ← англ. committee «комітет; опікун» ← фр. committee «особа, який щось доручено» ← фр. commetre «виконувати; доручати; довіряти» ← лат. committere «зводити (для змагання, боротьби); доручати, довіряти».

## Мета
Керівний орган організації (рада директорів, наглядова рада, правління)  може створити комітет, що складається з однієї або кількох осіб для допомоги в роботі керівному органу.
Комітети є способом формального об’єднання людей із відповідними знаннями з різних частин організації, які інакше не мали б хорошої регулярної нагоди обмінюватися інформацією та координувати дії. Перевагою функціонування комітетів в організації є розширенні точок зору на складні питання життєдіяльності організації. 

## Повноваження
Як правило, комітети повинні звітувати перед керівним органом організації. Зазвичай комітети не мають повноважень діяти незалежно, якщо керівний орган, який їх створив, не надав їм таких повноважень. 

## Приклади комітетів
Комітети для керування галуззю державної або громадської діяльності:
- комітет Європейського парламенту;
- комітет Верховної Ради України[1];
- Український генеральний військовий комітет;
- Міжнародний комітет Червоного Хреста;
- Національний олімпійський комітет України;
- батьківські комітети (ради) — виборний орган при школах, дитячих садках та інших дитячих закладах;
- Український Оскарівський комітет;
- Комітет державної безпеки Болгарії;
- місцевий комітет — виборний орган первинної профспілкової організації.

Комітети як орган державного управління, створювані урядом для проведення спеціальних заходів:
- військово-революційні комітети;
- Військовий комітет НАТО;
- Комітет наукової термінології НАН України.